# سیسیلیا ران رنارسدوتیر
سیسیلیا ران رنارسدوتیر (انگلیسی: Cecilía Rán Rúnarsdóttir؛ زادهٔ ۲۶ ژوئیهٔ ۲۰۰۳) بازیکن فوتبال اهل ایسلند است.
از باشگاه‌هایی که در آن بازی کرده‌است می‌توان به باشگاه فوتبال فیلکیر اشاره کرد.
وی همچنین در تیم‌های ملی فوتبال زنان ایسلند، و زنان ایسلند، و زنان ایسلند، و زنان ایسلند، بازی کرده‌است.